# せんごくっ!? 〜悠久乱世恋華譚〜
『せんごくっ!? 〜悠久乱世恋華譚〜』（せんごくっ ゆうきゅうらんせいれんげたん）は、原作：Rusty Soul、作画：或十せねかによる日本の漫画作品。

## 概要
『月刊ドラゴンエイジ』（富士見書房）にて2009年12月号より2012年12月号まで連載された。
2011年1月にドラマCDが発売された。

## 登場人物
※キャストはドラマCD版のもの。
小笠原 長耶（おがさわら ちょうや）
声 - 喜多村英梨
主人公。小笠原家の次期当主。
静姫に女装を強いられ、表向きは渋々と、女物の下着に袖を通す日々を送っている。
赤須 静（あかす しずか）
声 - 豊崎愛生
小笠原家に『質人』としてやってきた、赤須家の姫君。
料理はあまり上手くない模様。
村上 唯（むらかみ ゆい）
声 - 伊藤かな恵
村上家の姫君で長耶の従姉妹。静と同じく質人として小笠原家で暮らしている。
おっとりとした外見とはうらはらに、実は腹黒キャラ。
隠れ巨乳。
艸香部 一純（くさかべ いずみ）
声 - 櫻井孝宏
長耶、静らが通う「杏桜塾」の師範代。静姫とは旧知の間柄。
頭脳明晰、容姿端麗。剣客としても名高く、陰陽道の心得もある、完璧な？人物。
織田 信之長（おだ のぶのなが）
声 - 日野聡
織田家次期当主。
長耶とは幼馴染みの悪友。
顔はいいが、その分ちょっとうつけ気味。
伊達 ムネ子（だて ムネこ）
声 - 日笠陽子
伊達家の次期当主。
信之長と同じく長耶とは幼馴染で、長耶に気を惹かれている節もあり。
偉大なる祖先伊達正宗公のような立派な武士になる事が夢。
爺（じい）
声 - 津田英三
小笠原家の古参家臣。

## 単行本
1. 壱巻 2010年8月5日発売 ISBN 978-4-04-712677-0
2. 弐巻 2011年3月4日発売 ISBN 978-4-04-712713-5
3. 参巻 2011年8月5日発売 ISBN 978-4-04-712738-8
4. 四巻 2012年2月7日発売 ISBN 978-4-04-712775-3
5. 五巻 2012年11月7日発売 ISBN 978-4-04-712836-1

## ドラマCD
『せんごくっ!? 〜悠久乱世恋華譚〜 どきどきっ!? 〜天下分け目の花嫁修業!!〜』（ランティス 2011年1月26日）